# 沃爾納特鎮區 (堪薩斯州馬歇爾縣)
沃爾納特鎮區（英語：Walnut Township）為美國堪薩斯州馬歇爾縣轄下的鎮區。2010年美国人口普查中此鎮區人口有118人。

## 地理
沃爾納特鎮區涵蓋總面積為93.0平方（35.92平方英里），其中陸地面積為92.8平方（35.84平方英里），水域面積為0.21平方（0.08平方英里）或0.22%。海拔高度395（1,296英尺）。

## 人口統計
根據2010年美國人口普查，沃爾納特鎮區人口有118人，其中男性有67人，女性有51人，人口密度為每平方公里1.27人，住房計59戶。鎮區內的白人有111人，非裔美國人有0人，美洲原住民有0人，亞裔美國人有5人，太平洋島裔美國人有0人，其他種族有0人，混血種族則有2人。此外鎮區內有5人為西班牙裔或拉丁裔美國人。此鎮區之年齡中位數為51歲，而男性年齡中位數為48.3歲，女性年齡中位數為52.5歲。